# 이냐키 우르단가린
이냐키 우르단가린 리브바르트(Iñaki Urdangarin Liebaert, 1968년 1월 15일 ~ )는 스페인의 은퇴한 핸드볼 선수로 스페인 인판타 크리스티나의 전 남편이다. 스페인 국왕 후안 카를로스 1세와 왕비 스페인 왕대비 소피아의 전 사위이며 펠리페 6세의 전 매형이다. 우르단가린은 2004년부터 자신의 비영리 재단인 이른바 노오스 사건을 통해 스포츠 행사를 위해 약 600만 유로의 공금을 횡령한 혐의와 인판타 크리스티나의 남편으로서 팔마 데 마요르카 공작이라는 과거 예우 명칭을 사용하여 정치적 부패로 유죄 판결을 받았다. 2018년 6월 그는 5년 10개월의 징역형을 선고받았고, 처음에는 아빌라에 수감되었지만 2021년 현재 감독하에 석방되었다.